# DDR-Fußball-Oberliga 1974/75
Die DDR-Oberliga 1974/75 war die 26. Auflage der höchsten Spielklasse der DDR. Meister wurde zum dritten Mal der 1. FC Magdeburg, der damit seinen Titel aus dem Vorjahr verteidigte. Die Saison begann am 24. August 1974 und endete am 24. Mai 1975.

## Saisonverlauf

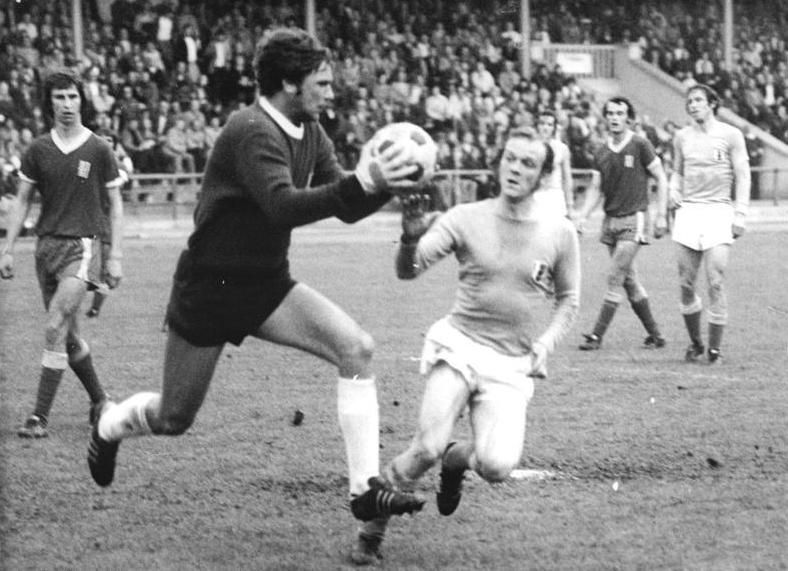
Letzter Spieltag: Aue gewinnt 2:1 gegen Erfurt und hält die Klasse.

Erneut wurden die ersten drei Ränge zwischen den Mannschaften aus Magdeburg, Jena und Dresden ausgemacht. Die Platzierungen dieser drei glichen diesmal exakt der Vorsaison, womit Magdeburg seinen Meistertitel verteidigte (zuletzt gelang dies Vorwärts Berlin 1966), Jena zum dritten Mal in Folge Vizemeister wurde und Dresden als Dritter zumindest in den internationalen Wettbewerb kam. Die Meisterschaft wurde am vorletzten Spieltag im direkten Duell zwischen Magdeburg und Jena im ausverkauften Ernst-Grube-Stadion entschieden, als sich beide 1:1-Unentschieden trennten. Vierter wurde der BFC Dynamo, der sich auf der Schwelle zu seiner erfolgreichen Ära befand (erst 1991 war die Mannschaft wieder schlechter als Platz vier).
Spannend verlief die Entscheidung um den zweiten Absteiger. Vorwärts Stralsund stand praktisch am 23. Spieltag als Absteiger fest. Für die Armeefußballer war es die letzte Spielzeit in der obersten Liga. Davor lagen Hansa Rostock und Wismut Aue. Am vorletzten Spieltag trafen die beiden in Rostock aufeinander und Hansa schob sich durch einen 4:0-Sieg vor Wismut auf den Nichtabstiegsplatz. Dementsprechend war Rostock am letzten Spieltag in der Favoritenrolle, zumal man selbst gegen den anderen Absteiger Stralsund antrat, während Aue gegen Erfurt spielte. Da aber Erfurt in Aue verlor und Stralsund ein 1:1 erkämpfte, stieg Rostock zum zweiten Mal aus der Oberliga ab.
Für eine positive Überraschung sorgte Stahl Riesa. Der Aufsteiger von 1973 belegte den sechsten Platz und erreichte damit beste Platzierung seiner Oberligazugehörigkeit.
Für den Schiedsrichter Robert Pischke wird ein Elfmeterpfiff zum Verhängnis. Im Spiel Dresden gegen den BFC am sechsten Spieltag (beide Mannschaften waren schlecht in die Saison gestartet) gab er kurz vor Schluss einen Strafstoß für Dresden. Dresden gewann am Ende mit 3:2 und Pischke wurde nie wieder zu Spielen der Oberliga angesetzt.

## Abschlusstabelle
| Pl. | Verein                     | Sp. | S  | U  | N  | Tore    | Diff. | Punkte |
| --- | -------------------------- | --- | -- | -- | -- | ------- | ----- | ------ |
| 1.  | 1. FC Magdeburg (M)        | 26  | 17 | 7  | 2  | 057:280 | +29   | 41:11  |
| 2.  | FC Carl Zeiss Jena (P)     | 26  | 17 | 4  | 5  | 042:230 | +19   | 38:14  |
| 3.  | SG Dynamo Dresden          | 26  | 12 | 8  | 6  | 042:300 | +12   | 32:20  |
| 4.  | Berliner FC Dynamo         | 26  | 10 | 10 | 6  | 047:290 | +18   | 30:22  |
| 5.  | FC Vorwärts Frankfurt      | 26  | 8  | 10 | 8  | 037:310 | +6    | 26:26  |
| 6.  | BSG Stahl Riesa            | 26  | 11 | 4  | 11 | 034:420 | −8    | 26:26  |
| 7.  | BSG Sachsenring Zwickau    | 26  | 9  | 7  | 10 | 042:390 | +3    | 25:27  |
| 8.  | 1. FC Lokomotive Leipzig   | 26  | 9  | 6  | 11 | 037:390 | −2    | 24:28  |
| 9.  | FC Rot-Weiß Erfurt         | 26  | 9  | 5  | 12 | 037:420 | −5    | 23:29  |
| 10. | FC Karl-Marx-Stadt         | 26  | 7  | 8  | 11 | 028:380 | −10   | 22:30  |
| 11. | Hallescher FC Chemie (N)   | 26  | 5  | 11 | 10 | 037:490 | −12   | 21:31  |
| 12. | BSG Wismut Aue             | 26  | 7  | 7  | 12 | 024:430 | −19   | 21:31  |
| 13. | F.C. Hansa Rostock         | 26  | 7  | 6  | 13 | 029:350 | −6    | 20:32  |
| 14. | ASG Vorwärts Stralsund (N) | 26  | 4  | 7  | 15 | 021:460 | −25   | 15:37  |

| (M) | Meister der letzten Saison     |
| (P) | Pokalsieger der letzten Saison |
| (N) | Aufsteiger der letzten Saison  |

| Aufsteiger aus der DDR-Liga 1974/75: BSG Chemie Leipzig, BSG Energie Cottbus |

## Kreuztabelle
Die Kreuztabelle stellt die Ergebnisse aller Spiele dieser Saison dar. Die Heimmannschaft ist in der linken Spalte aufgelistet und die Gastmannschaft in der obersten Reihe.
| 1974/1975 | 1974/1975                | 1. FC Magdeburg | FC Carl Zeiss Jena | SG Dynamo Dresden | Berliner FC Dynamo | FC Vorwärts Frankfurt | BSG Stahl Riesa | BSG Sachsenring Zwickau | 1. FC Lokomotive Leipzig | FC Rot-Weiß Erfurt | FC Karl-Marx-Stadt | Hallescher FC Chemie | BSG Wismut Aue | F.C. Hansa Rostock | ASG Vorwärts Stralsund |
| 01.       | 1. FC Magdeburg          |                 | 1:1                | 3:0               | 1:1                | 1:0                   | 1:0             | 2:1                     | 3:1                      | 4:0                | 5:3                | 2:0                  | 4:2            | 2:0                | 3:1                    |
| 02.       | FC Carl Zeiss Jena       | 3:1             |                    | 3:1               | 3:2                | 0:1                   | 2:1             | 1:0                     | 2:1                      | 1:0                | 3:0                | 3:2                  | 2:0            | 3:0                | 3:0                    |
| 03.       | SG Dynamo Dresden        | 1:1             | 4:0                |                   | 3:2                | 2:0                   | 2:0             | 0:0                     | 2:1                      | 1:0                | 4:1                | 1:1                  | 5:0            | 1:0                | 1:0                    |
| 04.       | Berliner FC Dynamo       | 2:2             | 1:1                | 1:1               |                    | 2:2                   | 3:0             | 1:0                     | 3:1                      | 2:0                | 0:0                | 8:0                  | 6:0            | 0:0                | 2:0                    |
| 05.       | FC Vorwärts Frankfurt    | 0:0             | 0:0                | 2:3               | 5:2                |                       | 3:0             | 3:1                     | 1:1                      | 1:2                | 2:2                | 1:2                  | 1:0            | 2:1                | 5:0                    |
| 06.       | BSG Stahl Riesa          | 3:1             | 2:0                | 2:2               | 0:2                | 2:0                   |                 | 4:2                     | 1:0                      | 1:1                | 2:1                | 2:1                  | 4:1            | 1:0                | 2:1                    |
| 07.       | BSG Sachsenring Zwickau  | 2:5             | 2:0                | 1:1               | 2:0                | 0:0                   | 6:3             |                         | 1:1                      | 2:0                | 1:1                | 1:1                  | 4:1            | 2:1                | 4:0                    |
| 08.       | 1. FC Lokomotive Leipzig | 0:3             | 0:0                | 1:2               | 3:1                | 4:5                   | 2:1             | 1:0                     |                          | 4:1                | 1:0                | 5:3                  | 0:1            | 3:1                | 3:2                    |
| 09.       | FC Rot-Weiß Erfurt       | 2:3             | 1:2                | 1:1               | 2:0                | 1:1                   | 1:0             | 1:1                     | 4:1                      |                    | 3:0                | 4:3                  | 2:0            | 3:2                | 4:0                    |
| 10.       | FC Karl-Marx-Stadt       | 1:1             | 3:1                | 3:2               | 1:1                | 0:0                   | 0:1             | 0:2                     | 2:1                      | 3:0                |                    | 1:1                  | 0:0            | 2:1                | 2:0                    |
| 11.       | Hallescher FC Chemie     | 1:3             | 0:2                | 0:0               | 1:1                | 0:0                   | 7:1             | 2:1                     | 0:2                      | 2:2                | 3:1                |                      | 1:1            | 1:1                | 1:1                    |
| 12.       | BSG Wismut Aue           | 0:1             | 0:1                | 3:0               | 0:0                | 2:1                   | 0:0             | 5:3                     | 0:0                      | 2:1                | 2:0                | 2:0                  |                | 1:1                | 0:0                    |
| 13.       | F.C. Hansa Rostock       | 2:3             | 0:2                | 1:0               | 1:3                | 2:0                   | 3:1             | 1:2                     | 0:0                      | 2:0                | 1:0                | 2:2                  | 4:0            |                    | 1:0                    |
| 14.       | ASG Vorwärts Stralsund   | 1:1             | 0:3                | 3:2               | 0:1                | 1:1                   | 0:0             | 4:1                     | 0:0                      | 3:1                | 0:1                | 1:2                  | 2:1            | 1:1                |                        |

## Statistik

### Meistermannschaft
| 1. FC Magdeburg |
| Ulrich Schulze (26 Spiele / Tore -) Manfred Zapf (24/3) Bodo Sommer (14/-), Wolfgang Abraham (25/2), Klaus Decker (25/-) Wolfgang Seguin (26/3), Jürgen Pommerenke (25/15), Axel Tyll (20/6) Detlef Raugust (19/2), Jürgen Sparwasser (11/7), Martin Hoffmann (25/11) Trainer: Heinz Krügel |
| außerdem: Wolfgang Steinbach (17/2), Siegmund Mewes (15/3), Hans-Jürgen Hermann (13/1), Heinz Oelze (9/2), Helmut Gaube (6/-), Detlef Enge (5/-), Uwe Grüning (4/-), Jörg Ohm (3/-), Dietmar Hempel (3/-), Peter Kohde (2/-), Norbert Pysall (1 -)                                          |
| ohne Einsatz: Bernd Dorendorf, Hans-Werner Heine (beide Tor), Jürgen Achtel |

### Tore
In den 182 Punktspielen fielen 514 Tore, im Schnitt 2,82 pro Spiel. Die torreichsten Spiele mit jeweils neun Treffern waren Lokomotive Leipzig – Vorwärts Frankfurt mit 4:5 am vierten Spieltag und Sachsenring Zwickau – Stahl Riesa mit 6:3 am 25. Spieltag. Der höchste Sieg war ein 8:0 des BFC Dynamo gegen den HFC Chemie am 23. Spieltag.
Manfred Vogel vom HFC Chemie wurde zum ersten Mal Torschützenkönig der Oberliga. Vogel war in den Jahren zuvor bereits zweimal Torschützenkönig der DDR-Liga geworden, somit war es seine dritte Torjägerkrone in Folge. Insgesamt zeichneten sich 151 Spieler als Torschützen aus, hinzu kamen zehn Eigentore.
Mehreren Spielern gelangen drei Tore (kein Hattrick) in einem Spiel: Köditz (Lok Leipzig) gegen Stralsund (2. Sp.), Peter (Halle) gegen Riesa (4. Sp.) und den FCK (8. Sp.), Andrich (Frankfurt) gegen Lok Leipzig (4. Sp.) und Stralsund (7. Sp.), Vogel (Jena) gegen Magdeburg (12. Sp.), Labes (BFC) gegen Halle (23. Sp.) und Vogel (Halle) gegen Erfurt (25. Sp.). Es wurden 64 Strafstöße verhängt, wovon 55 verwandelt wurden. Pommerenke aus Magdeburg und Vogel aus Halle trafen je fünfmal, Dietzsch aus Zwickau, Wätzlich aus Dresden, Johannsen und Terletzki beide vom BFC trafen je vielmal ins Schwarze. Torhüter Schönig aus Stralsund parierte 2 Stück.
|    | Spieler           | Mannschaft            | Tore |
| -- | ----------------- | --------------------- | ---- |
| 1. | Manfred Vogel     | Hallescher FC Chemie  | 17   |
| 2. | Jürgen Pommerenke | 1. FC Magdeburg       | 15   |
| 3. | Eberhard Vogel    | FC Carl Zeiss Jena    | 14   |
| 4. | Frieder Andrich   | FC Vorwärts Frankfurt | 13   |
| 4. | Werner Peter      | Hallescher FC Chemie  | 13   |
| 4. | Horst Weißhaupt   | FC Rot-Weiß Erfurt    | 13   |

### Zuschauer
Insgesamt sahen 2.209.800 Zuschauer die 182 Oberligaspiele, das ergibt einen Schnitt von 12.142 Zuschauern pro Spiel. Den höchsten Zuschauerschnitt verzeichneten Dresden (25.923). Dahinter lag der Meister Magdeburg (22.923). Frankfurt war Schlusslicht mit durchschnittlich 5.100 Zuschauern. Auch die Armeefußballer aus Stralsund lagen am Ende der Zuschauertabelle (6.846) hinter Sachsenring Zwickau (6.962). Die größte Zuschauerkulisse bedeuteten 40.000 zum Heimspiel des 1. FC Magdeburg gegen Carl Zeiss Jena am 25. Spieltag. Am wenigsten Zuschauer (2.000) waren jeweils bei Heimspielen von Vorwärts Frankfurt gegen Halle (5. Spieltag im Nachholspiel) und dem FC Karl-Marx-Stadt (12. Spieltag).
| Mannschaft               | Gesamt  | {\displaystyle \varnothing } | Heim    | {\displaystyle \varnothing } | Auswärts | {\displaystyle \varnothing } |
| ------------------------ | ------- | ---------------------------- | ------- | ---------------------------- | -------- | ---------------------------- |
| 1. FC Magdeburg          | 503.500 | 19.365                       | 298.000 | 22.923                       | 205.500  | 15.808                       |
| FC Carl Zeiss Jena       | 355.500 | 13.654                       | 143.000 | 11.000                       | 212.000  | 16.307                       |
| SG Dynamo Dresden        | 521.500 | 20.058                       | 337.000 | 25.923                       | 184.500  | 14.192                       |
| Berliner FC Dynamo       | 289.000 | 11.115                       | 138.500 | 10.654                       | 150.500  | 11.577                       |
| FC Vorwärts Frankfurt    | 218.300 | 08.396                       | 066.300 | 05.100                       | 152.000  | 11.692                       |
| BSG Stahl Riesa          | 260.500 | 10.019                       | 107.500 | 08.269                       | 153.000  | 11.769                       |
| BSG Sachsenring Zwickau  | 231.500 | 08.904                       | 090.500 | 06.962                       | 141.000  | 10.846                       |
| 1. FC Lokomotive Leipzig | 286.000 | 11.000                       | 148.500 | 11.423                       | 137.500  | 10.577                       |
| FC Rot-Weiß Erfurt       | 301.000 | 11.577                       | 157.000 | 12.077                       | 144.000  | 11.077                       |
| FC Karl-Marx-Stadt       | 330.000 | 12.692                       | 175.000 | 13.462                       | 155.000  | 11.923                       |
| Hallescher FC Chemie     | 322.500 | 12.404                       | 178.500 | 13.731                       | 144.000  | 11.077                       |
| BSG Wismut Aue           | 273.500 | 10.519                       | 106.000 | 08.154                       | 167.500  | 12.884                       |
| FC Hansa Rostock         | 299.500 | 11.519                       | 175.000 | 13.462                       | 124.500  | 09.577                       |
| ASG Vorwärts Stralsund   | 227.800 | 08.761                       | 089.000 | 06.846                       | 138.800  | 10.677                       |

### Verschiedenes
- 313 Spieler kamen zum Einsatz, davon waren 25 in allen Punktspielen dabei.
- Es gab 105 Heimsiege, 50 Unentschieden und 27 Auswärtssiege.
- 4 Feldverweise und 349 Verwarnungen verhängten die Unparteiischen, wobei 45 Spieler nach der dritten bzw. sechsten gelben Karte pausieren mussten.
- Am Samstag, dem 7. September 1974, wurde im 1. Programm des DDR-Fernsehens um 16.25 Uhr in der Sendung „Sport aktuell“ ein Beitrag über das Spiel BFC Dynamo – FC Karl-Marx-Stadt ausgestrahlt, 0:0 (teilweise in Zeitlupe).[2]

## Fußballer des Jahres

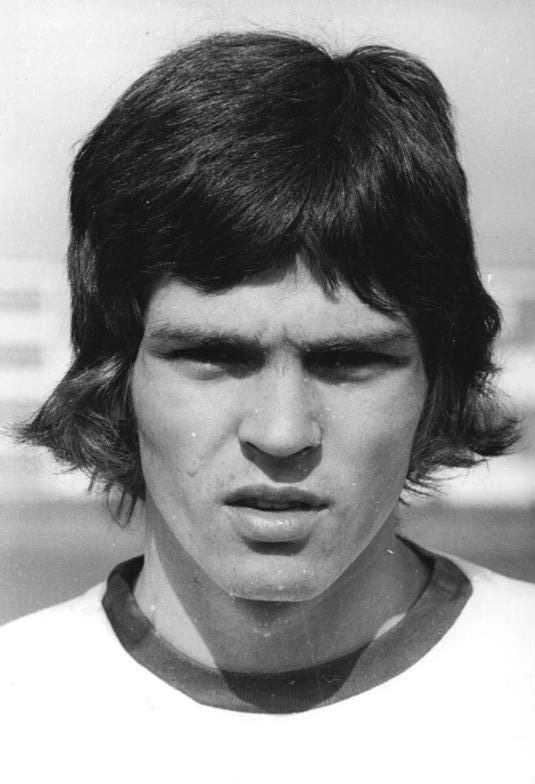
Der Fußballer des Jahres Jürgen Pommerenke.

Nach der Saison wurde Jürgen Pommerenke vom Meister Magdeburg zum ersten Mal als Fußballer des Jahres 1975 ausgezeichnet. Der Mittelfeldregisseur des Meisters war mit 15 Toren maßgeblich am erneuten Titelgewinn beteiligt.
|    | Spieler           | Mannschaft              | Punkte |
| -- | ----------------- | ----------------------- | ------ |
| 1. | Jürgen Pommerenke | 1. FC Magdeburg         | 289    |
| 2. | Jürgen Croy       | BSG Sachsenring Zwickau | 269    |
| 3. | Eberhard Vogel    | FC Carl Zeiss Jena      | 159    |

## FDGB-Pokal
Der FDGB-Pokal wurde in dieser Spielzeit von Sachsenring Zwickau gewonnen. Die Zwickauer gewannen ihren dritten Pokaltitel im Finale überraschend gegen die SG Dynamo Dresden, die zuvor im Achtelfinale den Meister Magdeburg und im Halbfinale den Titelverteidiger Jena besiegt hatte.

## Internationale Wettbewerbe

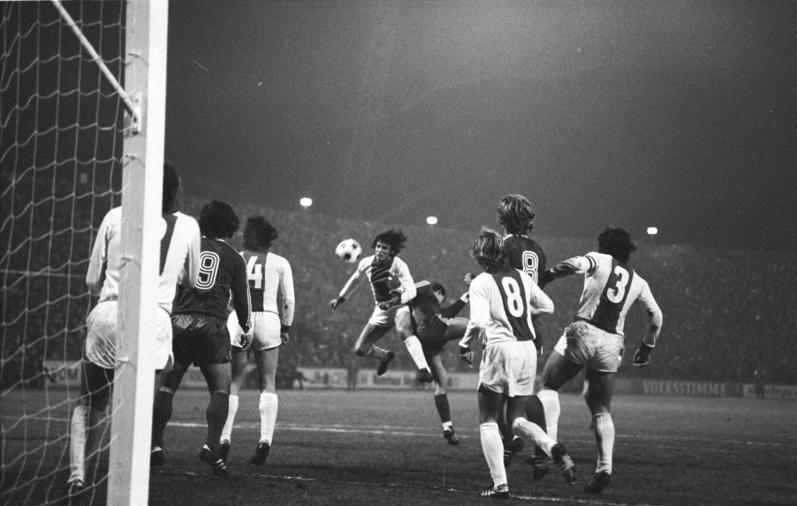
Magdeburg gegen Bayern München im Europapokal der Landesmeister.

Nach dem erfolgreichen Vorjahr, welches durch Magdeburgs Europapokaltitel gekrönt wurde, verlief diese Europapokalsaison für die DDR-Vertreter weniger erfolgreich. Der Meister Magdeburg trat im Europapokal der Landesmeister an. Nach einem Freilos in der ersten Runde kam es in der zweiten Runde zum Duell mit dem westdeutschen Titelverteidiger FC Bayern München. Die Bayern setzten sich mit 3:2 und 2:1 gegen die Magdeburger durch und gewannen später erneut den Cup. Im Europapokal der Pokalsieger kam Carl Zeiss Jena ebenfalls nicht über die zweite Runde hinaus. Hier war Benfica Lissabon zu stark. Im UEFA-Pokal unterlag Vorwärts Frankfurt bereits in der ersten Runde Juventus Turin, während Dynamo Dresden im Achtelfinale gegen den Hamburger SV ausschied. Am Intertoto-Cup 1974 nahm die DDR erneut nicht teil.